# Moto Club de São Luís
A Moto Club de São Luís, vagy Moto Club egy brazil labdarúgócsapat São Luís városából. 1937. szeptember 13-án hozták létre. A Maranhense bajnokság és az országos Série D küzdelmeiben vesz részt.

## Sikerlista

### Állami
- 26-szoros Maranhense bajnok: 1944, 1945, 1946, 1947, 1948, 1949, 1950, 1955, 1959, 1960, 1966, 1967, 1968, 1974, 1977, 1981, 1982, 1983, 1989, 2000, 2001, 2004, 2006, 2008, 2016, 2018

## Játékoskeret
2015. január 23-tól
| # |     | Poszt | Név            |
| - | --- | ----- | -------------- |
|   | BRA | K     | Felipe Sánchez |
|   | BRA | K     | André          |
|   | BRA | V     | Diego Renan    |
|   | BRA | V     | Luis Fernando  |
|   | BRA | V     | Ícaro          |
|   | BRA | V     | Edson Pacuja   |
|   | BRA | V     | Michel         |
|   | BRA | V     | Fagner         |
|   | BRA | V     | Rodolfo Mol    |
|   | BRA | KP    | Cesinha        |
|   | BRA | KP    | Felipe Dias    |
|   | BRA | KP    | Jean Carlos    |

| # |     | Poszt | Név             |
| - | --- | ----- | --------------- |
|   | BRA | KP    | Kléo            |
|   | BRA | KP    | Wanderley       |
|   | BRA | KP    | Davyd           |
|   | BRA | KP    | Davyson         |
|   | BRA | KP    | Felipe          |
|   | BRA | KP    | Ideilson        |
|   | BRA | CS    | Bruno Chocolate |
|   | BRA | CS    | Gabriel         |
|   | BRA | CS    | Rayllan         |
|   | BRA | CS    | Vavá            |
|   | BRA | CS    | Naôh            |